# Potașnea, Bohuslav
Potașnea (în ucraineană Поташня) este un sat în comuna Hohitva din raionul Bohuslav, regiunea Kiev, Ucraina.

## Demografie
Componența lingvistică a localității Potașnea
     Ucraineană (100%)
Conform recensământului din 2001, toată populația localității Potașnea era vorbitoare de ucraineană (100%).